# Henri Louis Marie de Durfort-Civrac
Pour les articles homonymes, voir Durfort et Civrac.
Henri Louis Marie de Durfort, 3e marquis de Civrac (né le 26 juillet 1812 à Beaupréau et mort le 21 février 1884 dans le 7e arrondissement de Paris), est un homme politique français du XIXe siècle.

## Biographie
Henri Louis Marie de Durfort, comte puis marquis de Civrac, appartenait à la branche cadette de l'ancienne famille de Durfort.

### Corps législatif (Second Empire)
Riche propriétaire en Maine-et-Loire, conseiller municipal de Beaupréau depuis 1840, conseiller d'arrondissement depuis 1842, conseiller général depuis 1848, il fut le candidat des conservateurs-légitimistes de la 4e circonscription de ce département au Corps législatif de 1852, et il l'emporta sur M. Cesbron-Lavau, candidat officiel, et M. de Quatrebarbes.
Il conserva dans l'Assemblée son indépendance, et ne fut pas réélu le 22 juin 1857, n'ayant obtenu que 7 964 voix contre 9 536 à M. de Las Cases, candidat officiel. Il engagea encore la lutte le 1er juin 1863, et obtint, sans être nommé, 11 757 voix contre 17 282 à M. de Las Cases.
Il réussit à rentrer au Corps législatif le 24 mai 1869, avec 15 701 voix (30 817 votants, 41 238 inscrits), contre 14 810 voix au député sortant. Il fut du tiers-parti, signa l'interpellation des 116, et réclama des franchises municipales.
En 1870, il se prononça contre la déclaration de guerre à la Prusse.

### Assemblée nationale (1871-1876)
Porté, le 8 février 1871, sur la liste conservatrice de Maine-et-Loire, il fut élu représentant à l'Assemblée nationale, le 8e sur 11, il prit place à droite, fit partie de la commission d'enquête sur les actes du gouvernement de la Défense nationale, et vota :
- pour la paix,
- pour les prières publiques,
- pour l'abrogation des lois d'exil,
- contre la dissolution,
- contre le retour de l'Assemblée à Paris,
- pour la démission de Thiers au 24 mai,
- et pour le septennat.

Mais il se sépara de la majorité monarchiste pour voter contre la loi des maires présentée par le ministère de Broglie.
Il repoussa, en février 1875, l'ensemble des lois constitutionnelles.

### Chambre des députés (IIIeRépublique)
Les élections du 20 février 1876 renvoyèrent M. de Durfort-Civrac à la Chambre : député de la 2e circonscription de Cholet, il reprit sa place à droite et se fit remarquer par « la netteté de ses opinions et par la loyauté de son attitude politique ».
Les gauches ayant adopté sa candidature à la vice-présidence de la Chambre, il fit partie du bureau depuis le 13 mars 1876 jusqu'à la fin de la législature.
En mai 1876, il interpella le gouvernement sur la révocation, par le préfet des Bouches-du-Rhône, de tous les maires et adjoints pris en dehors des conseils municipaux; l'arrêté du préfet fut d'ailleurs retiré immédiatement. M. de Durfort-Civrac vota avec la minorité royaliste et soutint le gouvernement du Seize-Mai. Toutefois il ne voulut point de l'appui officiel du ministère lors des élections du 14 octobre suivant, et désavoua l'emploi des affiches blanches.
Réélu contre M. Béchet, il vit son élection validée : M. de Durfort-Civrac prononça à cette occasion un discours par lequel il exhortait la majorité républicaine à respecter toujours la liberté électorale.
Il fut maintenu à la vice-présidence de la Chambre le 10 janvier 1878, ainsi que dans les sessions suivantes, et vota :
- contre le ministère Dufaure (V),
- contre les lois Ferry sur l'enseignement,
- contre l'article 7 et l'application des lois aux congrégations,
- contre le divorce, etc.

Il obtint encore sa réélection le 21 août 1881, contre M. Arthur Janvier de La Motte. Comme précédemment, il siégea dans les rangs des conservateurs, combattit avec eux les ministères républicains, et mourut (février 1884) avant le terme de sou mandat.

## Ascendance & postérité
- Fils cadet d'Alexandre Émeric de Durfort, marquis de Civrac (1770-1835), député de Maine-et-Loire puis membre de la Chambre des pairs et de Françoise Honorine de La Tour d'Auvergne d'Apchier (1776-1851), Louis épousa, le 17 mai 1853, Gabrielle Geneviève Louise (14 mars 1830 - Paris, 26 avril 1882), fille de Charles Philippe Gabriel, comte de La Myre (1802-1842), dont il eut :
  - Marie Cécile Geneviève Honorine (Beaupréau, 26 novembre 1855 – Beaupréau, 1er juin 1920), mariée le 30 août 1884 avec Pierre de Blacas d'Aulps (1853-1937), 4e duc de Blacas, député de Maine-et-Loire, dont postérité;
  - Laurence Elisabeth Henriette (Davenescourt, 30 octobre 1865 – Paris (16e), 17 septembre 1936), mariée le 16 février 1895 avec Séraphin Aymard Eugène comte de La Baume-Pluvinel (1860-1938), dont postérité[13].